# Altavilla Milicia
Altavilla Milicia ist eine Stadt der Metropolitanstadt Palermo in der Region Sizilien in Italien mit 8837 Einwohnern (Stand 31. Dezember 2023).

## Lage und Daten
Altavilla Milicia liegt 27 km östlich von Palermo. Die Einwohner arbeiten hauptsächlich in der Landwirtschaft und im Tourismus.
Die Nachbargemeinden sind Casteldaccia und Trabia.

## Geschichte
Am 15. September 1621 kaufte Francesco Maria Beccadelli di Bologna das Lehen „Mìlicha“, in dessen Zentrum ein baufälliges Gut stand. Ein Jahr später erhielt er das Recht, einen Ort zu gründen und ihm einen Namen zu geben. Er wählte Alta Villa, da sich der Ort auf einem Hügel befand. 1623 wurde Altavilla Milicia eine Pfarrei. Die weitere Entwicklung des Ortes wurde schachbrettartig geplant. Diese Struktur weist Altavilla Milicia noch heute auf.

## Sehenswürdigkeiten
- Der zentrale Treffpunkt von Altavilla Milicia ist der Belvedere. Er bietet einen weiten Blick auf das Mittelmeer und war ursprünglich der Familie des Ortsgründers, Beccadelli di Bologna gewidmet. Heute erstreckt sich die Widmung außerdem auf Aldo Moro und Rosario Livatino.
- Der Belvedere ist gleichzeitig der Vorplatz der Wallfahrtskirche der Madonna della Milicia, der Schutzpatronin des Ortes.
- Im Museum dieser Wallfahrtskirche befindet sich eine Sammlung mit 400 Votivbildern[2].
- Auf einem Hügel im Osten von Altavilla Milicia befinden sich die Ruine der Kirche Santa Maria di Campogrosso. Sie wurde zwischen 1066 und 1072 durch Robert Guiskard den normannischen Herzog von Apulien als Benediktinerabtei gegründet und diente als Weghospiz.
- Etwas weiter östlich haben die Normannen zu dieser Zeit einen Wehrturm errichtet. Er ist im Vergleich zur Kirche Santa Maria di Campogrosso sehr gut erhalten.
- In der Nähe der Ruine von Santa Maria di Campogrosso findet man den Ponte Saraceno oder Ponte Normanno, eine Brücke, die ebenfalls in der Normannenzeit errichtet wurde. Sie folgt der Bauart des Ponte dell’Ammiraglio von Palermo und wird noch heute genutzt. Die Brücke verband die Küstenstraße mit der Kirche und dem Hospiz Santa Maria di Campogrosso.

## Feste
Jedes Jahr findet am 8. September ein Fest zu Ehren der Schutzpatronin, der Madonna della Milicia statt. Der Höhepunkte des Festes ist eine Prozession während der zwei, an Seilen gesicherte, Engel darstellende Kinder über den Köpfen der Prozessionsteilnehmer die Madonna lobpreisen.